# Ira Wibowo
Ira Wibowo, właśc. Raden Ayu Ira Wibowo Wirjodiprodjo (ur. 20 grudnia 1967 w Berlinie) – indonezyjska aktorka i prezenterka telewizyjna.

## Życiorys
Urodziła się w 1967 r. w Berlinie jako córka Wibowo Wirjodiprojo i Sibylle Ollmann.
Debiutowała w 1984 r. w filmie Pencuri Cinta. Szerszy rozgłos zyskała za sprawą roli w filmie Kasmaran (1987), która zapewniła jej pierwszą nominację do nagrody Citra w kategorii najlepsza aktorka drugoplanowa (Festival Film Indonesia 1988). Za grę aktorską w tym samym filmie została laureatką Festival Film Bandung 1988. W 1989 r. nominowana do nagrody Citra dla najlepszej aktorki pierwszoplanowej (Malioboro, FFI 1989). W 2007 r. otrzymała kolejną nominację w kategorii najlepsza aktorka drugoplanowa (Mengejar Mas-mas, FFI 2007).
Prowadziła program telewizyjny Cinema-Cinema na antenie RCTI.
Siostra aktora Ariego Wibowo.

## Filmografia
Źródło:
Filmy
- Pencuri Cinta (1984)
- Itu Bisa Diatur (1984)
- Gantian Dong (1985)
- Anak-Anak Malam (1986)
- Beri Aku Waktu (1986)
- Merangkul Langit (1986)
- Kasmaran (1987)
- Cinta Anak Jaman (1988)
- Jodoh Boleh Diatur (1988)
- Malioboro (1989)
- Cintaku di Way Kambas (1990)
- Lenong Rumpi (1991)
- Lenong Rumpi II (1992)
- Mirror (2005)
- Dunia Mereka (2006)
- I Love You, Om (2006)
- Mengejar Mas-mas (2007)
- Get Married (2007)
- Anak Ajaib (2008)
- Liburan Seruuu...!! (2008)
- Bestfriend? (2008)
- Summer Breeze (2008)
- Get Married 2 (2009)
- Ngebut Kawin (2010)
- Love and Edelweiss (2010)
- 3 Hati Dua Dunia, Satu Cinta (2010)
- Kentut (2011)
- Simfoni Luar Biasa (2011)
- Get Married 3 (2011)
- Hattrick (2012)
- Brandal-brandal Ciliwung (2012)
- Perahu Kertas (2012)
- Perahu Kertas 2 (2012)
- Bangun Lagi Dong Lupus (2013)
- Get M4rried (2013)
- Crazy Love (2013)
- Mari Lari (2014)
- Aku, Kau & KUA (2014)
- 99% Muhrim: Get Married 5 (2015)
- Magic Hour (2015)
- ILY from 38.000 Ft (2016)
- Sabtu Bersama Bapak (2016)
- Cinta Laki-laki Biasa (2016)
- Bulan Terbelah di Langit Amerika 2 (2016)
- Dilan 1990 (2018)

Seriale telewizyjne
- Sartika (1987)
- Lenong Rumpi (1991)
- Keluarga Van Danoe (1995)
- Losmen (1986)
- Aku Mau Hidup (1995)
- Bella Vista I (1995)
- Lika Liku Laki-Laki (1995)
- Mutiara Cinta (1995)
- Jalan Kehidupan (1997)
- Harkat Wanita (1998)
- Buah Hati Yang Hilang
- Bukan Cinta Sesaat (1998)
- Dua Cinta (Mutiara Cinta 2) (2001)
- Seberkas Kasih Mama
- Yaho (2002)
- Amanah (2003)
- Kisah Sedih Di Hari Minggu (2004)
- Cerita Si Angel (2004)
- Kumpul Bocah (2004)
- Bunga Di Tepi Jalan (2005)
- Club Cheetah (2005)
- Aku Ingin Hidup (2004)
- Dari Mana Datangnya Cinta (2001)
- Seminggu 7 Cinta (2008)
- Kembang Padang Kelabu (2001)
- Saidi & Saidah (2005)
- Bukan Salah Bunda Mengandung (2006)
- My Love (2007)
- Love In Paris (2012)
- Love In Paris Season 2 (2013)
- Tiba-Tiba Cinta (2014)
- Diam-Diam Suka: Cinta Lama Bersemi Kembali (2014)
- Sajadah Cinta Maryam (2015)
- Alphabet (2015)

Filmy telewizyjne
- Teh & Soda (2000)
- 1 Cermin 2 Bayang-Bayang (2001)
- Hera Dan Warsito (2002)
- Dua Perintaan (2002)
- Matinya Istri Kedua (2003)
- Guruku Sayang (2003)
- Gotong Royong Salah Peti Mati (2003)
- Dua Bayangan Topeng (2003)
- Tangisan Ibu Tiri (2004)
- Ratih Sang Penari (2013)
- Kutunggu Di Malam Natal
- Asmara Anak SMA di Kedai Kopi
- My Mom My Bodyguard (2017)

Reklamy
- Lux (1986)
- Olay (2007)
- Super Pel (2008–2009)
- Absolute Feminine Hygiene (2000–2013)